# Dactylochelifer gobiensis
Espèce
Dactylochelifer gobiensis est une espèce de pseudoscorpions de la famille des Cheliferidae.

## Distribution
Cette espèce se rencontre en Mongolie, au Kirghizistan, au Tadjikistan et au Turkménistan.

## Liste des sous-espèces
Selon Pseudoscorpions of the World (version 3.0) :
- Dactylochelifer gobiensis gobiensis Beier, 1969
- Dactylochelifer gobiensis major Beier, 1973

## Étymologie
Son nom d'espèce, composé de gobi et du suffixe latin -ensis, « qui vit dans, qui habite », lui a été donné en référence au lieu de sa découverte, le désert de Gobi.

## Publications originales
- Beier, 1969 : Pseudoscorpionidea. Ergebnisse der zoologischen Forschungen von Dr. K. Kaszab in der Mongolei. Reichenbachia, vol. 11, p. 283-286.
- Beier, 1973 : Pseudoscorpione aus der Mongolei. Annalen des Naturhistorischen Museums in Wien, vol. 77, p. 167-172 (texte intégral).